# 8005 Albinadubois
8005 Albinadubois este un asteroid din centura principală de asteroizi.

## Descriere
8005 Albinadubois este un asteroid din centura principală de asteroizi. A fost descoperit pe 16 iunie 1988 la Observatorul Palomar de Eleanor Francis Helin. Asteroidul prezintă o orbită caracterizată de o semiaxă mare de 2,55 ua, o excentricitate de 0,15 și o înclinație de 6,8° în raport cu ecliptica.